# Ezer Weizman

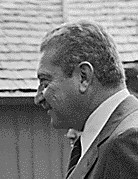
Ezer Weizman

Ezer Weizman (Hebreeuws: עזר ויצמן) (Tel Aviv, 15 juni 1924 - Caesarea, 24 april 2005) was gedurende de jaren 1993-2000 de zevende president van Israël. Hij was een neef van Chaim Weizmann, Israëls eerste president.
Een aantal hoogtepunten uit zijn carrière:
- eerste commandant van Israëls luchtmacht
- vicebevelhebber van het Israëlische defensieleger tijdens de Zesdaagse Oorlog. De uitschakeling van de Egyptische luchtmacht binnen twee uur was een door generaal Weizman jarenlang voorbereide operatie.

Na de Zesdaagse Oorlog verliet hij het opperbevel om de politiek in te gaan. Hij werd lid van de Cheroet een partij die opging in de Likoed (beiden onder het leiderschap van Menachem Begin). Voor deze partij was hij:
- minister van verkeer (1969-1970)
- minister van defensie (1977-1980), hierbij was hij instrumenteel in de totstandkoming van de vredesverdragen tussen Israël en Egypte.
- minister van wetenschap namens zijn eigen politieke partij
- parlementslid voor de Arbeidspartij

In 1993 werd Weizman tot president gekozen, vijf jaar later herkozen. In 2000 moest hij aftreden na berichten over het aannemen van geschenken tijdens zijn ministerschap.
Chaim Weizmann (1949–1952) · 
Itzhak Ben-Zvi (1952–1963) · 
Zalman Shazar (1963–1973) · 
Ephraim Katzir (1973–1978) ·
Yitzhak Navon (1978–1983) · 
Chaim Herzog (1983–1993) · 

Ezer Weizman (1993–2000) · 
Moshe Katsav (2000–2007) · 
Shimon Peres (2007–2014) · 
Reuven Rivlin (2014–2021) · 
Yitzhak Herzog (2021-heden)
- Bibsys: 90201127
- Bibliothèque nationale de France: cb119290473 (data)
- CiNii: DA15432224
- Gemeinsame Normdatei: 118630695
- International Standard Name Identifier: 0000 0001 1461 3439
- Library of Congress Control Number: n81043298
- MusicBrainz: ae66500f-aba9-4fa2-957a-284ac75beeb7
- Nationale Bibliotheek van Tsjechië: xx0012169
- Nationale Bibliotheek van Israël: 987007269737005171
- Nederlandse Thesaurus van Auteursnamen: 068749120
- Réseau des bibliothèques de Suisse occidentale: 02-A011287069
- SNAC: w67w7tmm
- Système universitaire de documentation: 02719504X
- Virtual International Authority File: 56617700
- WorldCat: E39PBJjRXXqjJJwBfc7yrMxMT3